# Bayan Salman
 (décembre 2022).
La mise en forme du texte ne suit pas les recommandations de Wikipédia : il faut le « wikifier ».
Les points d'amélioration suivants sont les cas les plus fréquents. Le détail des points à revoir est peut-être précisé sur la page de discussion.
- Les titres sont pré-formatés par le logiciel. Ils ne sont ni en capitales, ni en gras.
- Le texte ne doit pas être écrit en capitales (les noms de famille non plus), ni en gras, ni en italique, ni en « petit »…
- Le gras n'est utilisé que pour surligner le titre de l'article dans l'introduction, une seule fois.
- L'italique est rarement utilisé : mots en langue étrangère, titres d'œuvres, noms de bateaux, etc.
- Les citations ne sont pas en italique mais en corps de texte normal. Elles sont entourées par des guillemets français : « et ».
- Les listes à puces sont à éviter, des paragraphes rédigés étant largement préférés. Les tableaux sont à réserver à la présentation de données structurées (résultats, etc.).
- Les appels de note de bas de page (petits chiffres en exposant, introduits par l'outil «  Source ») sont à placer entre la fin de phrase et le point final[comme ça].
- Les liens internes (vers d'autres articles de Wikipédia) sont à choisir avec parcimonie. Créez des liens vers des articles approfondissant le sujet. Les termes génériques sans rapport avec le sujet sont à éviter, ainsi que les répétitions de liens vers un même terme.
- Les liens externes sont à placer uniquement dans une section « Liens externes », à la fin de l'article. Ces liens sont à choisir avec parcimonie suivant les règles définies. Si un lien sert de source à l'article, son insertion dans le texte est à faire par les notes de bas de page.
- La présentation des références doit suivre les conventions bibliographiques. Il est recommandé d'utiliser les modèles {{Ouvrage}}, {{Chapitre}}, {{Article}}, {{Lien web}} et/ou {{Bibliographie}}. Le mode d'édition visuel peut mettre en forme automatiquement les références.
- Insérer une infobox (cadre d'informations à droite) n'est pas obligatoire pour parachever la mise en page.

Pour une aide détaillée, merci de consulter Aide:Wikification.
Si vous pensez que ces points ont été résolus, vous pouvez retirer ce bandeau et améliorer la mise en forme d'un autre article.
 (décembre 2014).
Si vous disposez d'ouvrages ou d'articles de référence ou si vous connaissez des sites web de qualité traitant du thème abordé ici, merci de compléter l'article en donnant les références utiles à sa vérifiabilité et en les liant à la section « Notes et références ».
Bayan Salman, née à Kirkouk, au Kurdistan (Irak), est une romancière d’origine kurde.
Vivant en région parisienne, elle est l'auteur, en langue kurde, de plusieurs romans et recueils de poèmes. Elle a obtenu le Prix du Roman en 2016 au Kurdistan d’Irak, à Sulaymānīya.

## Biographie
Romancière d’origine kurde, née à Kirkouk en Irak. Vivant en région parisienne, elle est l’auteur, en langue kurde, de plusieurs romans, recueils de poèmes et essais. Elle a obtenu le Prix du Roman en 2016 à Sulaymānīya au Kurdistan d’Irak et l’ensemble de son œuvre y a reçu un hommage particulier le 29 mai 2021. Le 30 septembre 2021, Journée Internationale de la Traduction (sous l’égide de l’UNESCO), lui a été décerné à Sulaymānīya le Prix de la Traduction.     
Elle est la fondatrice du site Transcultures (revue électronique franco-kurde) et des revues Shi’r « Poésie » et Serdemi jn « L’Ère de la Femme ».
Elle a traduit :
du français en kurde, Candide de Voltaire, Les Métamorphoses d'Ovide, Rhinocéros d’Eugène Ionesco, Rue des Boutiques Obscures de Patrick Modiano, des poèmes de Mallarmé dont L'après-midi d'un faune, Paul Valéry, Rimbaud, Guillevic, Sophie D’Arbouville, Paul-Jean Toulet…
de l’anglais en kurde : William Blake, Alexander Pope,
de l’arabe en kurde : Adonis, Ounsi El Hage et Salah Faîk, 
Bayan Salman est aussi journaliste et membre actif de l’Association de la Presse Étrangère (APE). Elle a travaillé notamment, entre 2006 et 2008, à la chaîne franco-kurde Tishk installée à Paris et collabore régulièrement à de nombreuses revues et publications kurdes (Kurdrawm, Nuche, Harêm, Waner...
Diplômes :
- 2005-2006, DEA de Lettres Modernes, Université de Paris 8 (sous la direction de Christine Montalbetti
- 2003-2004, Maîtrise de Lettres Modernes, Université de Paris 8 (sous la direction de Christine Montalbetti)
- 1985-1986, Maîtrise d'économie et de management, Université de Bagdad

## Œuvres et publications
Romans :
- 2024 ''La barque de Charon'', pièce de théâtre, Éditions Rahand, Sulaymānīya, Kurdistan d’Irak.
- 2024 ''Dracula par sa plume'', pièce de théâtre, Éditions Rahand, Sulaymānīya, Kurdistan d’Irak.
- 2023, Ahangi tobakerdn, «Fête pour un repentir », roman en langue kurde, Éditions Rahand, Sulaymānīya, Kurdistan d’Irak.
- 2022, Balendakanish denishnawa, « Les oiseaux se posent aussi », roman en langue kurde, Éditions Rahand, Sulaymānīya, Kurdistan d’Irak.
- 2022, Derya u xwana sharawakay Marjan, "La mer et le rêve caché de Marjan" roman en langue kurde, Éditions Rahand, Sulaymānīya, Kurdistan d’Irak.
- 2018, Yadashti atr u agr « Mémoire du parfum et du feu », roman en langue kurde, Éditions Andesha, Sulaymānīya, Kurdistan d’Irak.
- 2015, Shawani Adam, « Les nuits d’Adam », roman en langue kurde, Éditions Andesha, Sulaymānīya, Kurdistan d’Irak.
- 2013, La barzayi Shorakanawa, « Les Hauts Remparts», roman en langue kurde.
Éditions Yakeyti Nussaran, Sulaymānīya, Kurdistan d’Irak. 2ème édition, 2024, Éditions Rahand, Sulaymānīya, Kurdistan d’Irak.
- 2012, Beserhatakani Xazna mamlook « Khazana mamelouk », roman en langue kurde.
Éditions Yad, Sulaymānīya, Kurdistan d’Irak.
- 2011, Nawakani madayi « Les ancêtres de Madayi », roman en langue kurde.
Éditions Yad, Sulaymānīya, Kurdistan d’Irak.
- 2008, Boraq, « Bouraq » roman en langue arabe, Éditions Al-Zaman, Damas, Syrie.
- 2008, Tilka Al-Gayma Al-Sakina «Le nuage immobile», récit, en langue arabe, traitant de l’exode des Kurdes en 1991, Éditions Al-Zaman, Damas, Syrie. Édition en livre audio, Storyside, 2019.
-1996, Miratyakani Gor Halkaneke « L’héritage d’un croque-mort », récit en langue kurde. Revue Gotar, Sulaymānīya, Kurdistan d’Irak.

Recueils de poèmes :
- 2019, Avin u Geng « Passion et Guerre », poèmes en langue kurde, Éditions Andesha, Sulaymānīya, Kurdistan d’Irak.
- 2006, Ana kama fi hikayat al-jenya « Je suis comme dans les contes de fées », poèmes en langue arabe. Éditions Ranj, Sulaymānīya, Kurdistan d’Irak.
-1994, Namoy ser u Herassi dimanakan « Figures disparues », poème en langue kurde. Éditions Ranj, Sulaymānīya, Kurdistan d’Irak.
Traductions :
- 2025 « Les Hauts Remparts » roman, Bayan Salman, traduit de kurde par : Philippe Delarbre et Bayan Salman, Edition Maïa, Paris, France. https://www.editions-maia.com/livre/les-hauts-remparts-bayan-salman-9791042512675/
- 2024 ''Kurdistan mon ami'' de l'auteur français d'origine vietnamienne (Lâm Duc Hiân), traduit du français en kurde. Éditions Odyssée. https://www.editionsodyssee.com/kurdistan-mon-ami
- 2024 ''Contes des origines'' Éditions Rahand, Sulaymānīya, Kurdistan d’Irak.
- 2020, « Rhinocéros » d’Eugène Ionesco, pièce de théâtre traduite du français en kurde, Éditions Serdam, Sulaymānīya, Kurdistan d’Irak.
- 2019, « Les Métamorphoses » d’Ovide, traduction du français en kurde, Éditions Andesha, Sulaymānīya, Kurdistan d’Irak.
- 2016, « Rue des Boutiques Obscures » roman de Patrick Modiano traduit en langue kurde, Éditions Andesha, Sulaymānīya, Kurdistan d’Irak.
- 2014, « Candide ou l’Optimisme » de Voltaire, traduction en langue kurde, Éditions Andesha, Sulaymānīya, Kurdistan d’Irak.
- 2008, «Les Grottes de Haydrahodahus », roman en langue arabe, de Salim Barakat, traduit en collaboration avec la romancière Christine Montalbetti. Éditions Actes Sud. France. https://www.actes-sud.fr/catalogue/litterature/les-grottes-de-haydrahodahus
Autres textes :
- 2022, Be Farnsi bedwey « Parlez français », manuel kurde-français. En collaboration avec Hamid Dorudi et Philippe Delarbre. Éditions Serdam, Sulaymānīya, Kurdistan d’Irak.
- 2021, Theorema, essai sur la Littérature, Éditions Réga, Erbil, Kurdistan d’Irak.
- 2020, Kronek, recueil d’articles se rapportant à l’Art et à la Littérature. Éditions Jyan, Sulaymānīya, Kurdistan d’Irak.

Contributions et participations de l’auteur :
- 2021, Mirwariyakanu Kerkuk, Les perles de Kirkouk, Éditions Dialogue, Kirkouk.
- 2020, Les écrivains à l’heure du Covid, Éditions Jyan, Sulaymānīya, Kurdistan d’Irak.
- 2020, Jeyji Gueranawa, Le plaisir de raconter, Éditions Nusyar, Sulaymānīya, Kurdistan d’Irak.
- 2019 Khud-nusin, Autobiographies de femmes, Éditions Nusyar, Sulaymānīya, Kurdistan        d’Irak. Traduction en anglais, Éditions Pluto Press, Londres, 2021.
- 2019, Cheyji nusin, Le plaisir d’écrire, Éditions Nusyar, Sulaymānīya, Kurdistan d’Irak.
- 2019, Jna nusarakani kurd, Les femmes écrivains kurdes, Éditions Chwar Chra, Sulaymānīya, Kurdistan d’Irak.
- 2018, Ensayklopediay Kerkuk, Encyclopédie de Kirkouk, (5 tomes) Éditions Centre Mohamed       Amin Assiri, Kirkouk.
- 2015, Hawreyani sheqami Jamhouri, Les amis de la rue Jamhouri, Éditions Komalay Rounakbiran, Kirkouk.

## Sources
1. ↑  nusar2, « گەمییەکەی خارۆن؛ یەکەم شانۆنامەی بەیان سەلمان », sur رۆژنامەی ھەولێر,‎ 20 août 2024 (consulté le 8 mai 2025)
2. ↑  « بەیان سەلمان », dans ویکیپیدیا، ئینسایکڵۆپیدیای ئازاد,‎ 13 novembre 2024 (lire en ligne)

- Hamid Drudi, Narine Mohamadi, livre de: Soran Azad "Les écrivains kurdes", livre de: Mirwariyakanu Kerkuk, Les perles de Kirkouk, Éditions Dialogue, Kirkouk. Wikipédia kurde, site de Culture Magazine, site de l'auteur Bayan Salman, Éditions Andesha, Rahand et Serdam.